# Glod
Glod (nórdico antiguo: Glöð que significa "brasas brillantes") es una legendaria reina de los jotuns (gigantes) que aparece en la saga nórdica Þorsteins saga Víkingssonar. Hija de Grímr de Grímsgarðr en Jötunheim y esposa de Logi, con quien tuvo dos hijas muy hermosas, Eisa y Eimyrja.